# Страшная
Страшная — деревня в Пермском районе Пермского края. Входит в состав Гамовского сельского поселения.

## География
Расположена примерно в 5 км к северо-западу от административного центра поселения, села Гамово, на высоте 130 м над уровнем моря.

## Население
| 2010 |
| ---- |
| 21   |

## Топографические карты
- Лист карты O-40-77 Юг. Масштаб: 1 : 100 000. Состояние местности на 1983 год. Издание 1985 г.